# Buccinasco
Buccinasco es una localidad italiana de la provincia de Ciudad metropolitana de Milán, región de Lombardía, con 26.446 habitantes.

## Evolución demográfica
| Gráfica de evolución demográfica de Buccinasco entre 1861 y 2001 |
|                                                                  |
| Fuente ISTAT - elaboración gráfica de Wikipedia                  |